# Magyar tarka szarvasmarha
A magyar tarka szarvasmarha, vagy régebbi elnevezésével magyar pirostarka kettős hasznosítású (tej- és hústermelő), Magyarországon kialakult marhafajta. A Magyarországon őshonos, törvényileg védett háziállatok közé tartozik.

## Története
Az első nyugati fajták (például a szimmentáli marha) már a 18. században, a bajor telepesekkel együtt megérkeztek Magyarországra. A 19. század első felében a kimondottan hústermelő marhának számító magyar szürke szarvasmarha helyett igény jelentkezett egy elsősorban tejtermelő szarvasmarhafajta iránt. A döntő fordulatot a dualizmus kora hozta, amikor fokozódott a kereslet a tej és a tejtermékek, és ezzel a korszerű, jobb termelőképességű, igényesebb fajták iránt. Ekkor még az állomány több, mint 90%-át tette ki a szürke-marha, amely részt vett a magyar tarka kialakításában.
Egy 1894. évi törvénycikk alapján elkészült az állattenyésztési szabályozás és a tenyészkerületi beosztás. Ez kedvezett a különböző tájfajták kialakulásának. Az Alföldön szürkemarhabikát, a Dunántúlon szimmentálit, a Felvidéken pinzgauit, a Kárpátokban a borzderes bikákat lehetett használni a köztenyésztésben. Így alakultak ki a tájfajták, amelyek közül a legrégibb, és leghíresebb a bonyhádi pirostarka, amely kiváló tejtermelő volt, elsősorban nyugati fajták keresztezésével nyerték. Több marhafajta hatással volt a kialakulására, de főként a Tolna vármegyei földbirtokosok által Svájcból importált berni fajta. Később tervszerűen beavatkozva a tenyésztésbe két szimmentáli bikával javítottak az állományon. A szimmentáli bikák sötétebb piros színt eredményeztek, innen a pirostarka elnevezés. 1890-ben mutatták be Bécsben, majd a fajta a millenniumi kiállításon I. díjat nyert. Azóta is a nemesítésben pirostarka szimmentáli bikákat használnak. A bonyhádi marha kettős hasznosítású (régebben hármas vegyes hasznosítású volt), elsősorban kiváló tejhozama tette népszerűvé a gazdák közt, de kiváló a húshozama, és húsminősége, ezenkívül régebben igázásra is használták.
A 20. század első éveiben megváltozott a tenyésztés iránya, a küllem helyett a termelékenység került előtérbe. Kiválogatták a jó termelőképességű egyedeket, majd a továbbtenyésztésük után már küllemre szelektáltak. Az új fajta kialakításába bevonták a tájfajtákat, amelyek a bonyhádi kivételével az 1940-es évekre beleolvadtak az újonnan kialakult magyar tarka fajtába. A magyar tarka szarvasmarha sokféle ősre visszavezethető nagy fokú változékonyságából adódóan a két világháború közötti időben világrekorder tejtermelő egyedek is kerültek ki a fajtából. 1942-re részaránya már elérte a 83%-ot.
A két világháború között az állomány homogenitását a szimentáli fajta tenyésztésbe vonásával érték el. Ezzel a keresztezéssel javítani lehetett a magyar tarka tej- és hústermelését és igázhatóságát. Wellmann Oszkár határozta meg először a fajta bírálati szempontjait és törzskönyvezését, elősegítette az egységes tenyésztési célok kialakítását. Kialakult az elit magyar tarka tehén (4000 kg tej/305 nap, 150 kg tejzsír) és az aranytörzskönyv (25000 kg tej, 900 kg tejzsír, 6 élő borjú).
A második világháborúban az állomány fele veszett oda. Egy 1950-ben hozott rendelet szerint a magyar tarkát kettős hasznosítású fajtaként kell tenyészteni. A nemesítésre irányuló keresztezések nem vezettek kielégítő eredményre, bár kialakult egy fajtaváltozat, a negyedrészt Jersey tejelő magyar tarka. Bebizonyosodott az is, hogy a magyar tarka húsmarhaként is jó eredményeket érhet el. Ám az 1972-ben kihirdetett kormányprogram hatására a populáció létszáma erősen lecsökkent. Ma a szarvasmarha-állomány 18-20%-a a magyar tarka. A fajta tenyésztésszervezésével, genetikai fejlesztésével és nemzetközi képviseletével az 1989-ben alakult a Magyartarka Tenyésztők Egyesülete foglalkozik.
A fajtát ma Romániában „bălţata românească” néven tartják számon, őshonos román fajtaként. A román szaklapok semmit nem közölnek e szarvasmarha magyar eredetéről, csupán annyit, hogy erdélyi, bánáti és szimmentáli fajták keresztezéséből alakult ki.

## Tulajdonságai
Színe sárga-piros-tarka. Élénk, jóindulatú állat. Átlagosan 607 kg élőtömegű, a tehén 600–700 kg, a bika 800 kg. 271 tejelési nap alatt 3208 kg tejet ad. Az alapfajta a tőgy és a tőgybimbó alakulása miatt gépi fejésre nem igazán alkalmas, viszont hústermelő képessége jó. A tejelő magyar tarka génösszetétele 25% Jersey, 75% magyar tarka. Tőgye megfelel a gépi fejésre.